# الرحيل إلى الوجه الآخر (مسلسل)
الرحيل إلى الوجه الآخر مسلسل سوري من تأليف عبد الله عباسي وإخراج غزوان بريجان، تم إنتاجه عام 2002.

## الأحداث
تدور أحداث المسلسل حول شخصية مثالية إلى درجة عالية هي شخصية «خالد» الذي يكون في بداية العمل مطارداً بسبب قضية ثأر في العائلة، وتتبع الأحداث ليلتقي خالد رجلاً في سيارة وقد أصيب بنوبة قلبية، فيسعفه إلى المستشفى. ويكون هذا الرجل يدعى «عامر الدباس» وأنه رجل ثري، له أعداء وإخوته يتآمرون للاستيلاء على أمواله.. فيكسب خالد ثقته ويذهب للعمل معه وحمايته.

## الممثلون
أسعد فضة، مازن الناطور، عبير شمس الدين، سليم كلاس، حسام تحسين بيك، طارق مرعشلي، عصام عبه جي، لينا كرم وغيرهم.